# Manuel Caldeira Cabral

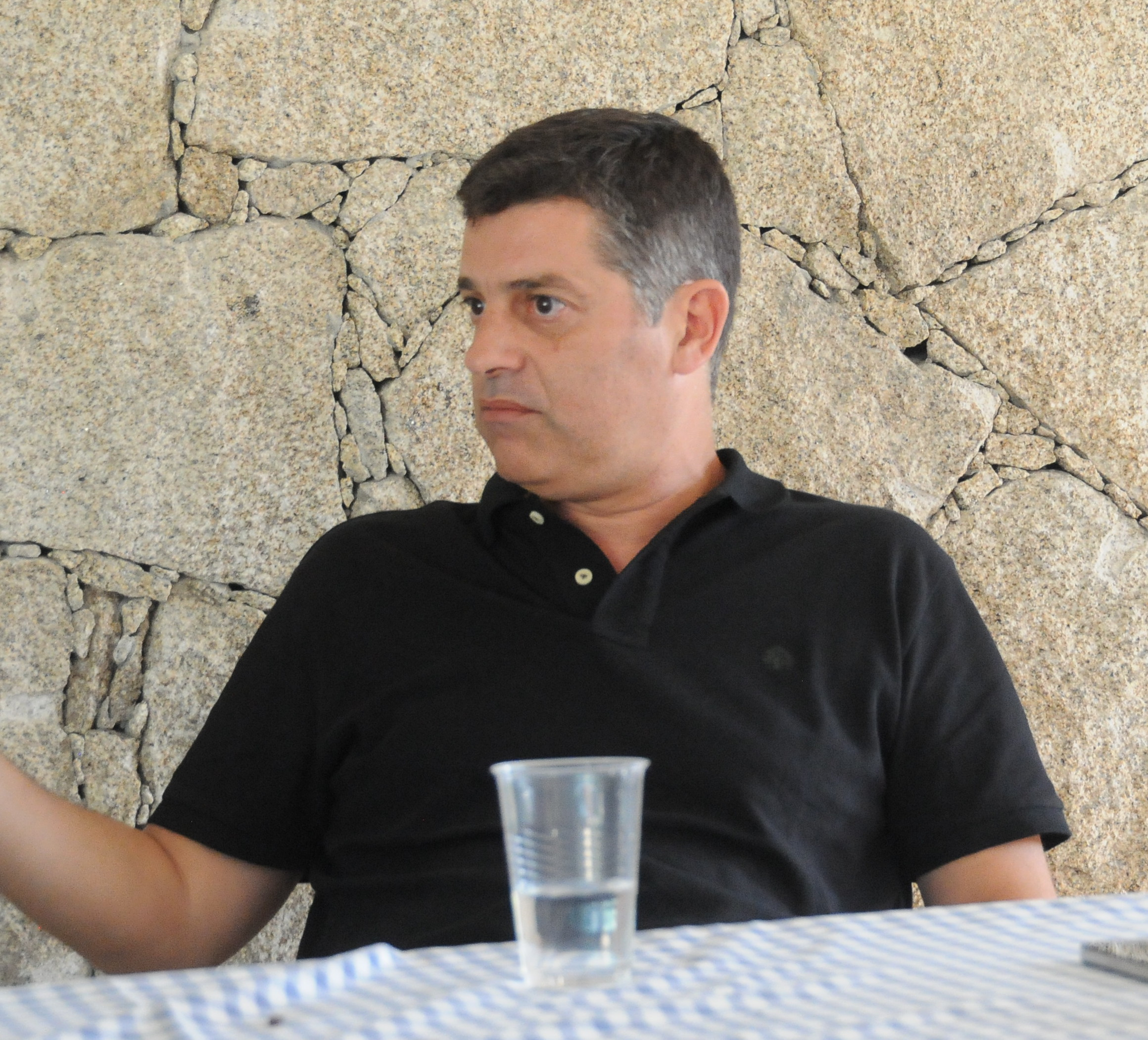
Manuel Caldeira Cabral 2015

Manuel de Herédia Caldeira Cabral (* 28. April 1968 in Lissabon) ist ein portugiesischer Ökonom und ab dem 26. November 2015 als Unabhängiger im Kabinett Costa I Wirtschaftsminister Portugals.

## Beruflicher Werdegang
Nach der Primar- und Sekundarstufe in der Gemeinde Carcavelos startete Caldeira Cabral seine Berufskarriere beim Wirtschaftsblatt Diário Económico als Journalist in Lissabon. Später arbeitete er für den nationalen Verband der Versicherungsunternehmen in Portugal. 1992 begann er sein Studium an der Universidade Nova de Lisboa in Angewandter Wirtschaft bis 1996 und holte sich einen Master. Während seiner Zeit an der Universität war er auch assistierender Dozent an der Fakultät für Wirtschaftswissenschaften der Universität Minho in Braga, 1994 bis 1996 und 2001 bis 2004. In den späteren Jahren zwischen 2004 und 2007 war er ebenso Dozent an der Universidade Nasionál Timór Lorosa'e in Osttimor bei einem Aufbauprogramm der Stiftung Portugiesischer Universitäten.
Seit 2004 ist er Auxiliarprofessor an der Universität Minho, ging jedoch im selben Jahr nach England und absolvierte dort einen Doctor of Philosophy in Wirtschaftswissenschaft an der Universität Nottingham. Sein Curriculum beinhaltet mehrere Forschungsprojekte die sich mit Portugals internationalem Handel sowie seiner Exporte beschäftigen. Eine aktuelle Arbeit, zusammen mit anderen Kollegen der Universität Minho, ist in Vorbereitung. Es behandelt das Thema „Internationalisierung des Nationalen Gesundheitsmarktes“ in Angola, Brasilien, USA und Deutschland.
Manuel Caldeira Cabral lebt in Braga.